# Thevet-Saint-Julien
Thevet-Saint-Julien település Franciaországban, Indre megyében. Lakosainak száma 395 fő (2022. január 1.). Thevet-Saint-Julien La Berthenoux, Lacs, Lourouer-Saint-Laurent, Montlevicq, Saint-Christophe-en-Boucherie, Verneuil-sur-Igneraie és Vicq-Exemplet községekkel határos.

## Népesség
A település népessége az elmúlt években az alábbi módon változott:
| Lakosok száma | 637  | 468  | 507  | 484  | 425  | 402  | 389  | 382  | 386  | 395  |
|               | 1968 | 1982 | 1990 | 2006 | 2013 | 2015 | 2017 | 2019 | 2020 | 2022 |